# Bechtersbohl
Das Dorf Bechtersbohl ist ein Ortsteil der baden-württembergischen Gemeinde Küssaberg im Landkreis Waldshut in Deutschland. Der Ort liegt am Fuß des Küssenberges mit der Küssaburg und war seit ‚Urzeiten‘ Passhöhe einer direkten Süd-Nord-Verbindung aus den Alpen durch die heutige Schweiz zwischen Schwarzwald und Schwäbischer Alb ins Rhein-Main-Gebiet. Heute ist die Landesstraße L 162 Zubringer zur Rheinbrücke Zurzach–Rheinheim.

## Lage und Bedeutung

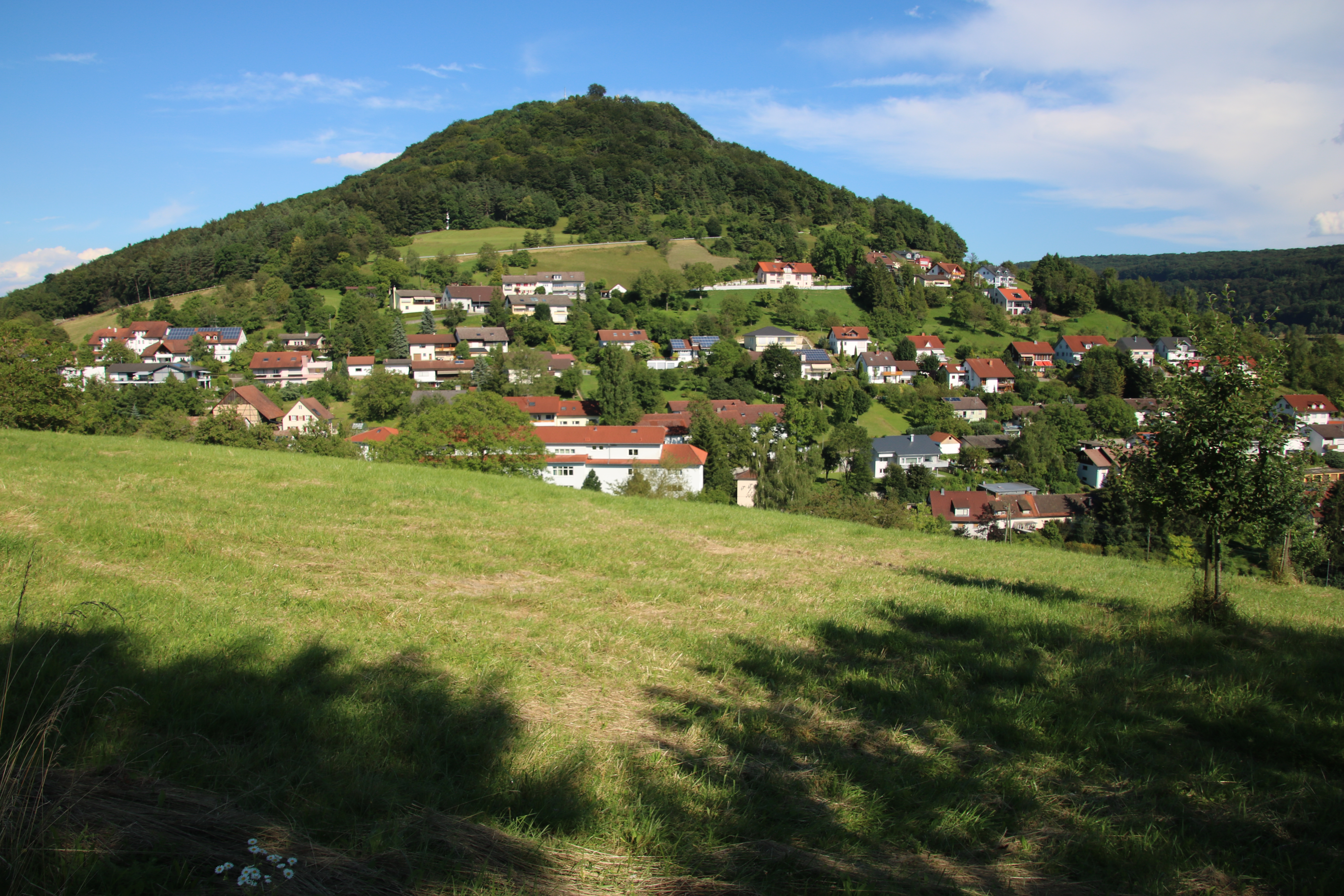
Neubaubereich am Hang des Küssenberges, 2015

Der Burgberg besteht aus Gesteinen des Weißen Jura, aus dem auch die Burgmauern erstellt sind.
Bechtersbohl liegt in der Senke zweier Hügel des Südausläufers des Randengebirges an der einzigen Stelle der parallel zum Hochrhein verlaufenden Bergkette, die eine relativ bequeme Überquerung erlaubte. Hier verlief vom Süden in den Norden schon ein „uralter Handelsweg“, ein Begriff der Heimatforschung, der auf Verkehrsverbindungen schon vor der römischen und gar keltischen Zeit verweist. Diese Routen nehmen immer die geografisch optimalen Verbindungen, nach Norden unterhalb des Ortes durch das westliche Ende der Klettgau-Ebene zum Wutachtal hin, das die Fortsetzung östlich des Südschwarzwaldes in die Baar durch die jeweils niedrigsten Passagen erlaubte.
Durch die Position auf der Passhöhe besaß Bechtersbohl strategische Bedeutung, die durch die Lage an einer römischen Reichs- oder Heeresstraße und durch Existenz und Geschichte der Küssaburg verdeutlicht wird.

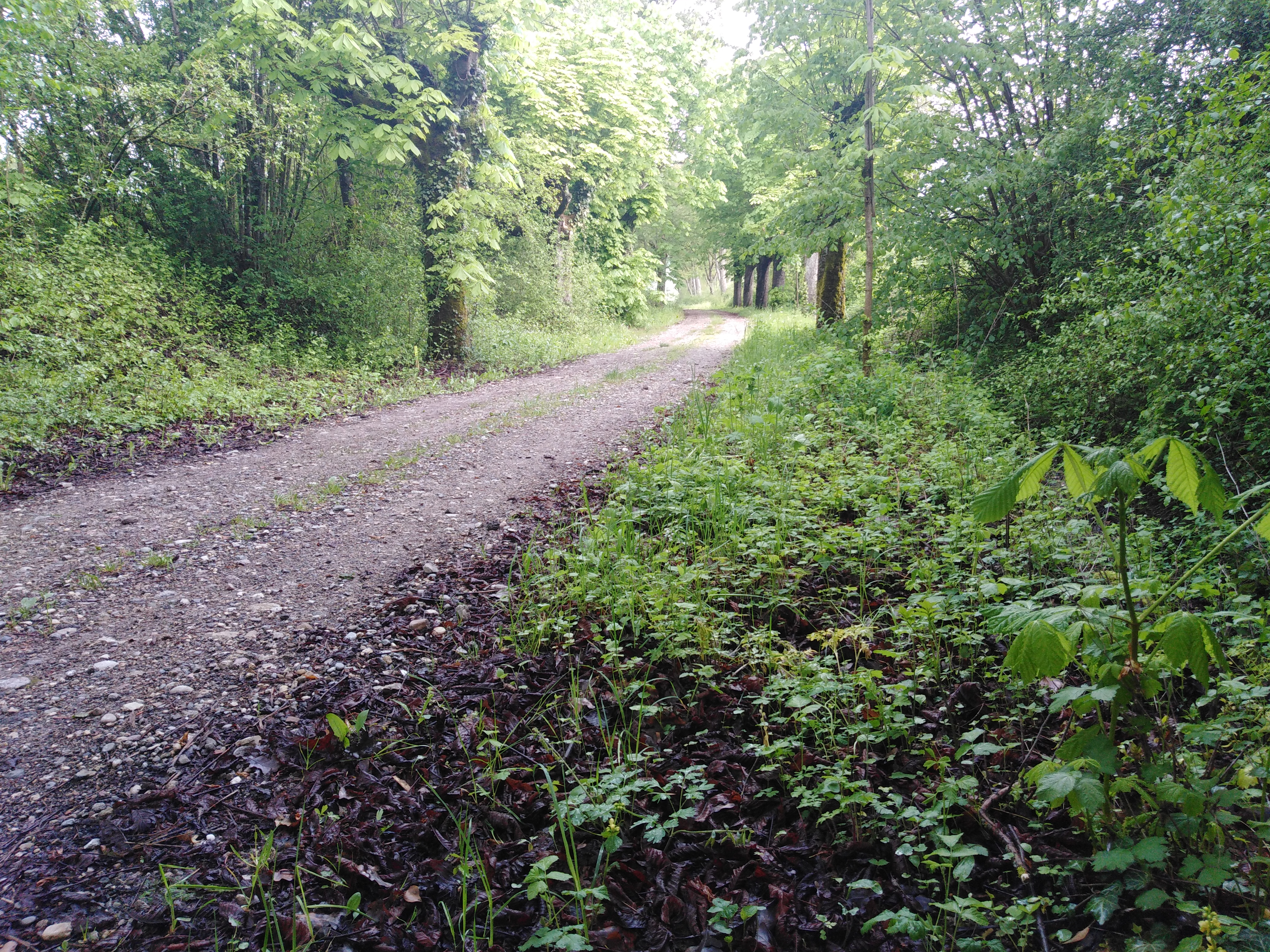
Römerstraße aufwärts aus dem Klettgau zur Passhöhe

Entsprechend „uralt“ ist der Ort, denn der Pass war die Stelle, die eine Rast oder Übernachtung ermöglichen musste und der heutige Gasthof war Station. Vor allem musste dem Handel mit schweren Transportwagen Hilfe bei der Überquerung in beide Richtungen geboten werden, zumal die Passhöhe vermutlich nur ‚eingleisig‘ zu bewältigen war. Dafür gab es Fuhrleute, die mit Ochsengespannen Vor- oder Nachspanndienste lieferten. Da nach der römischen Besetzung und Kultivierung Süddeutschlands auch der Handelsverkehr stark zunahm, wurde dies staatlich geregelt und die steil in den Klettgau abfallende Wegführung – das „Heidengäßle“ – mit Spursteinen ausgelegt, von denen noch zwei im Baumaterial der Küssaburg zu erkennen sind.
Die Bedeutung der ‚uralten Verbindung‘ blieb bis ins 19. Jahrhundert erhalten – erst 1876, anlässlich des wachsenden Verkehrsaufkommens im Zuge der Industrialisierung wurde die steil abfallende römische Teilstrecke von der mit Serpentinen geführte Landesstraße L 162 abgelöst.
Das Gelände bis kurz vor Bechtersbohl mit der Römerstraße und dem Bildstock an der Kreuzung mit der Landesstraße gehört zur Gemarkung von Oberlauchringen.
Auch heute ist das Verkehrsaufkommen durch den Pendlerverkehr in die Schweiz über die Rheinbrücke Zurzach-Rheinheim enorm. Da sich die moderne Ortschaft flächig den Burgberg hinauf verschoben hat, ist für die Bewohnerschaft der Verkehrslärm erträglich.

## Dorfleben
Die wichtigste Errungenschaft der letzten Jahre ist der Mehrgenerationsplatz, für den über 16.000 Euro an Spenden zusammenkamen. „Die regelmäßigen Arbeitseinsätze der Mitglieder der Interessengemeinschaft waren immer gut besetzt.“
Das Gasthaus Hirschen mit dem großen Garten auf der Passhöhe ist ein beliebtes Ausflugsziel und auch Treffpunkt der Einheimischen.
- Im Gasthaus des Dorfes werden mehrere Fundstücke von der Küssaburg aufbewahrt. (Eisenkugel, Schmelztiegel u. a. m.) Ein Haus (35) hat in einer eingemauerten Kalksteintafel ein St. Blasianer Wappen von 1642. Ein Steinbildstock nördlich vor dem Ort trägt wieder das Wappen der Grafen von Sulz (1605). (Mayer, 207).

„Wegen ihrer Volkstümlichkeit und Tüchtigkeit war die 1936 verstorbene Hirschen-Wirtin Verena Döbele geb. Bauer, im Volksmund das Vreneli genannt, sehr beliebt.“ (Chronik WT, 16).

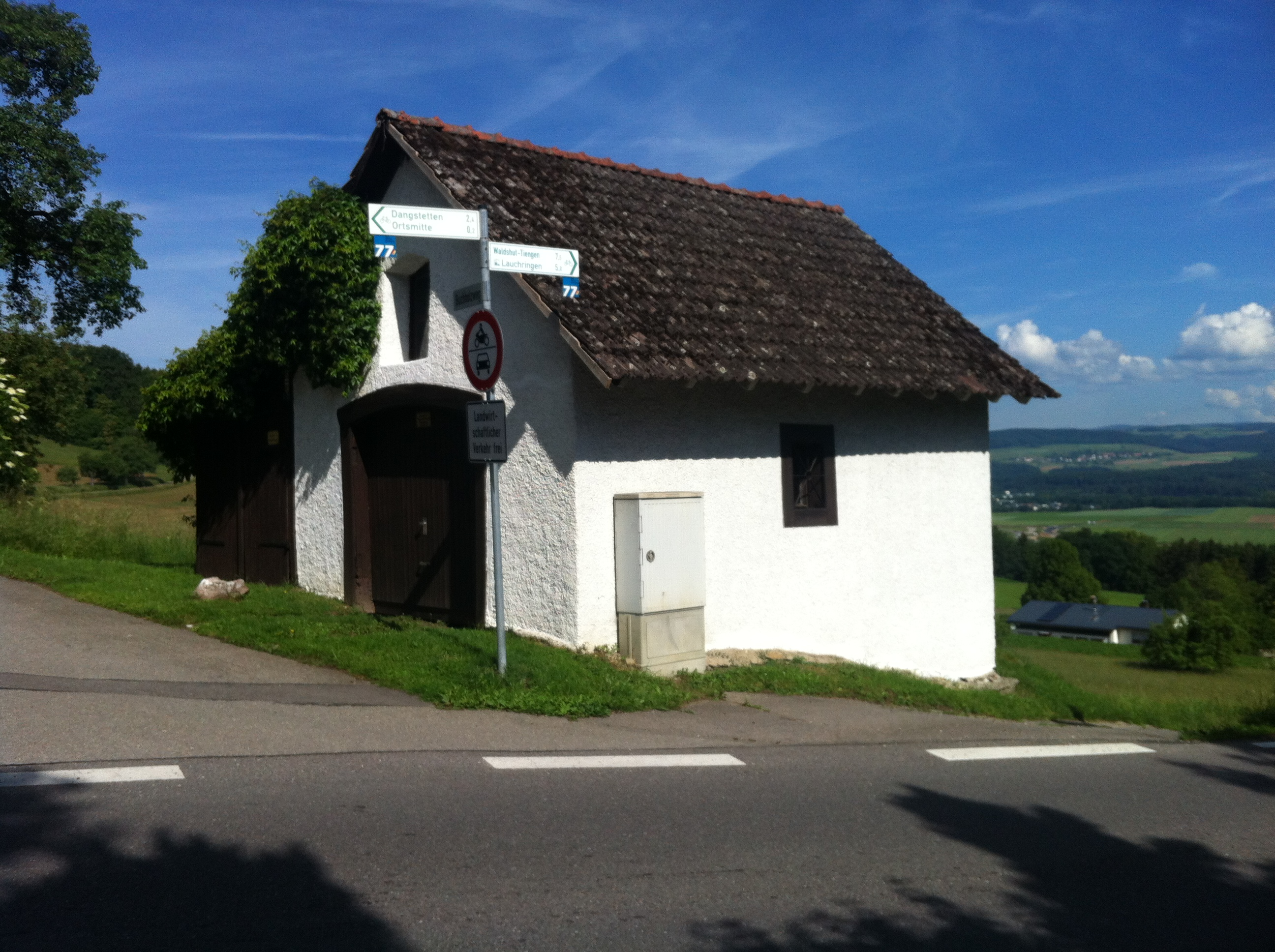
Kapelle des Klosters St. Blasien

- Auch die heute 90-jährige Maria Vogelbacher war Hirschenwirtin und wurde vom Heimathistoriker Wolf Pabst befragt – so teilte sie mit, dass das große Gebäude links an der Abfahrt von der Passhöhe in den Klettgau ein dem Kloster St. Blasien zugehöriges Frauenkloster gewesen sei. Nach anderer Angabe sei der heutige kleine ‚Schopf‘ direkt an der Abfahrt eine Kapelle des Klosters gewesen.

In Bechtersbohl gibt es ein Gemeindehaus im Talweg 2 mit Bücherei (mittwochs von 18.30 bis 19 Uhr); das Feuerwehrhaus wird für den „Vatertagshock“ genutzt.
Eine aufwendige Erneuerung von zwei Straßenzügen wurde ebenfalls 2019 ausgeführt.
Das Dorfbild mitgeprägt wird seit einigen Jahren von den Bauten der Elektronikfirma Semitron. Auch die Firma Keller-Elektronik hat hier ihr Domizil.

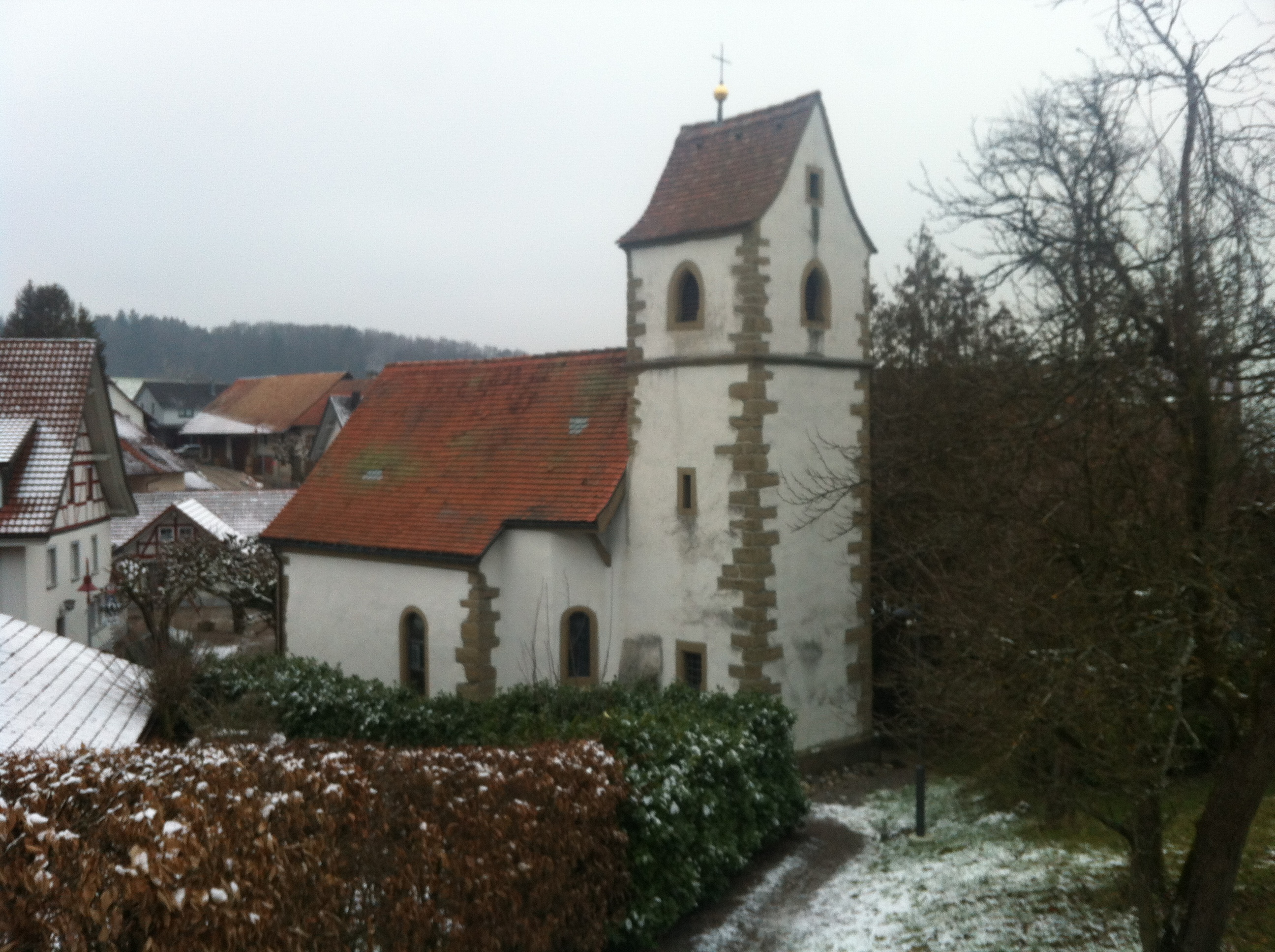
Katholische Kirche (Februar 2019)

- Die katholische Kirche Bechtersbohl wurde 1670 als Kapelle erbaut und trägt über dem Eingang das Sulz-Brandis'sche Wappen.

Der Schlosshof und der Stüdlehof auf dem Küssenberg sowie das Gasthaus Küssaberg und das Ferienhaus kurz vor dem Aufgang zur Burg zählen ebenfalls zu Bechtersbohl.

## Geschichte
Die günstige Verkehrslage und die schnelle Rückzugsmöglichkeit auf den Küssenberg bot schon in Urzeiten einen geeigneten Siedlungsplatz.

### Frühgeschichte
Als Neolithikum oder Jungsteinzeit wird die Epoche etwa 6.500 bis 5.000 v. Chr. bezeichnet.
„‚Ebene‘, 485 m. 1896 und 1942 neolithische Lesefunde auf einer kleinen als Ackerland genutzten Verebnung. Die Fundstelle liegt auf der mit Lößlehm bedeckten Ostspitze des Klettgauer Höhenrückens dicht über der Paßhöhe von Bechtersbohl“. Funde waren Klingen, Kratzer (Jaspis und Jurahornstein), ein Beil und Teile von Beilen (Diorit), Steinmeißel, unverzierte Keramik. „Verbleib: Heimatmuseum Waldshut, Inv. Nr. Wa 5–7; 596.“ Dazu Literaturangaben.
Zu Bronzezeit oder zur Zeit der Kelten gab es in und um Bechtersbohl keine Befunde, doch ist anzunehmen, dass jede Möglichkeit durch die spätere intensive Nutzung und Bebauung der Passhöhe frühe Anlagen zerstört hat. Das gilt auch für den „im 9. Jahrhundert (seit 876) urkundlich genannten Küssenberg […] Die geographischen Gegebenheiten und die damit verbundene strategische Bedeutung legen die Wahrscheinlichkeit nahe, daß hier wie auf dem Hornbuck bei Riedern am Sand, auf dem Semberg bei Schwerzen oder unterhalb von Berau sich eine vor-oder frühgeschichtliche Fliehburg befand, deren Graben auch der späteren Burg als Halsgraben diente, und die Römer zur Sicherung der über den Bergsattel bei Bechtersbohl von Windisch (Vindonissa) nach Schleitheim (Juliomagus) und weiter bis Rottweil (Arae Flaviae) führenden Militärstraße einen Wachturm auf der Berghöhe errichtet hatten.“

### Römer
Ueber diesen Hügel führte einst die römische Reichsstraße. Am nördlichen Abhang des Hügels, im sogenannten Heidengäßchen wurden römische Ziegel, Tonscherben, Nägel und Münzen gefunden. (Fundstücke sind im Museum in Freiburg i. Br.)
„Unterhalb von Bechtersbohl kreuzten sich die nach Rottweil und die von Basel in den Klettgau und den Hegau führenden Hochstraßen, wie der Verlauf der einstigen Römerstraßen auch heute noch bezeichnet wird. (Chronik Lauchringen, 48 f.).“

### Ersterwähnung und Name
„Durch den Albgaugrafen Gotsbert wurde es im Jahre 876 an das Kloster Rheinau vergabt.“
- Der Name des Ortes bedeutet ‚Hügel des Berchtold‘. (Mayer, 207).

- „1462 wird das Dorf in Urkunden ‚Berchtenspuel‘ und 1497 ‚Berchtelspol‘ genannt.“ (Chronik WT, 16).

### Mittelalter
Nach dem Übergang der Küssaburg von den Geschichte der Küssaburg# Küssenberger Grafen an das Bistum Konstanz 1251 wurden die umliegenden Ortschaften Bechtersbohl, Küßnach, Dangstetten, Rheinheim und Reckingen zur Herrschaft Küssenberger Schloß und Tal zusammengefasst. Die Herrschaft blieb auch nach dem Übergang an die Grafen von Sulz erhalten. In der Verwaltung des Klosters Rheinau mit Sitz in Rheinheim gehörten außer der Herrschaft auch Ober- und Unterlauchringen. (LN, 118, 121, 73).

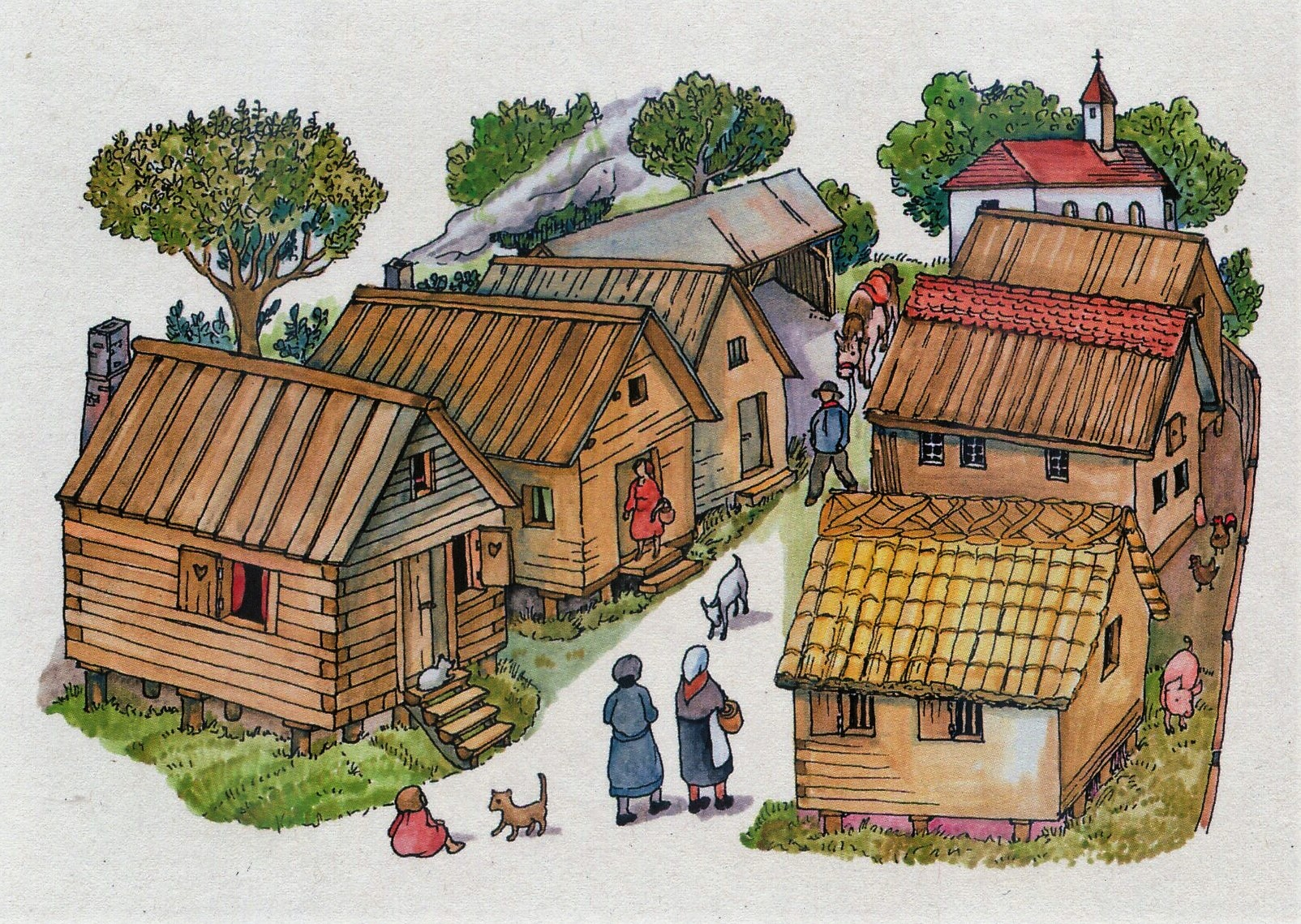
Die „Vorburg“ der Küssaberg, die Stadtrecht besaß. (Zeichnung W. Pabst)

„Unter bischöflich konstanzischer Herrschaft wurde der im Osten angelegten Vorburg im Jahre 1346 von Bischof Ulrich III. (1345–51) das Stadtrecht verliehen. Vermutlich geht die in der Landgrafschaft Klettgau sonst nirgend anzutreffende Bezeichnung Schultheiß für den Ortsvorgesetzten von Bechtersbohl auf den einstigen Schultheiß der Vorburg oder Stadt Küssenberg zurück. Diese bereits von den Bauern zerstörte Vorburg wurde jedoch beim Ausbau der Burg (1525–29) nach dem Bauernkrieg aus waffentechnischen Gründen niedergelegt, das zur 1360/70 erwähnten Kaplanei gehörige Haus nun in Dangstetten („Pfaffenhuus“) erbaut und die Kaplanei Küssenberg […] der 1622 von den Grafen von Sulz gestifteten Pfarrei Oberlauchringen einverleibt.“ (LN, S. 41 und 44).

## Neuzeit
Zum Geschehen in der Raumschaft siehe: Geschehen im Klettgau
- Überliefert ist gegen Ende des Dreißigjährigen Krieges eine Zusammenkunft im Hirschen, als am 6. April 1647 beim Einrücken des „französischen Regiment Baumgarten […] bis zum Abend des folgenden Tages 1500 Pfund Brot, 10 Faß Wein und 60 Sack Hafer aus dem Klettgau angeliefert werden“ mussten. Bei der Zusammenkunft „wurde der jeweilige Anteil der einzelnen Gemeinden festgelegt.“ (LN, 135).

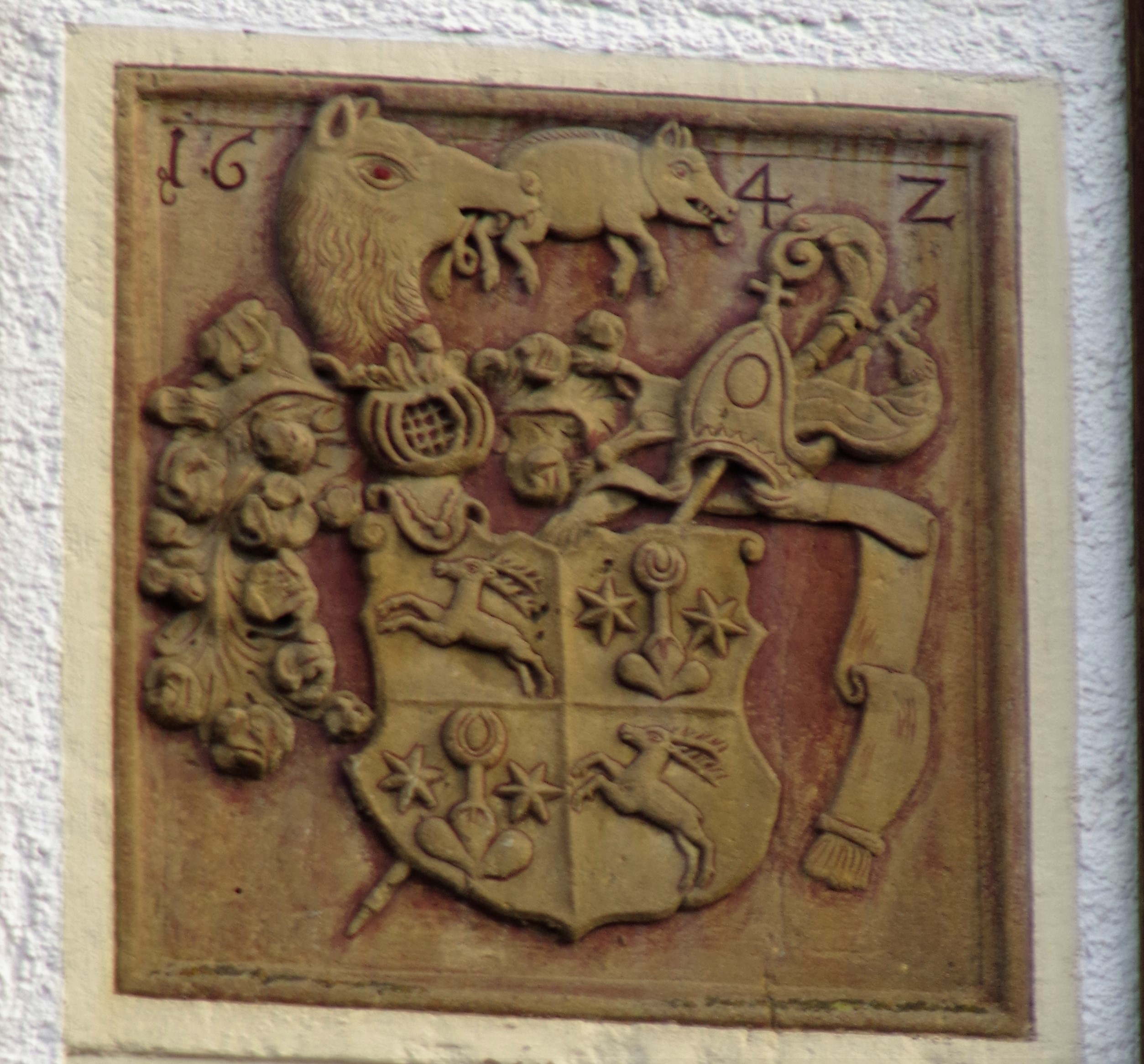
Wappen von Abt Franz I., Chullot, des Klosters St. Blasien

### 17. Jahrhundert
Ein Sandsteinwappen des Abtes Franz Chullot mit der Jahreszahl 1642 von der vorderen Trotte in Bechtersbohl (abgebrochen 1898) ist erhalten geblieben und befindet sich heute eingemauert an einem Wohnhaus im Ort.
1643 wird in einer Grundzins-Aufzeichnung im Interesse des Klosters St. Blasien der Bechtersbohler Wirt Markus Mathis genannt (LN, 86).
- „Die Linie der auf dem Adler in Lauchringen sitzenden und durch Generationen in öffentlichen Ämtern vertretenen Würtenberger geht auf Uli und Verena Würtenberger geborene Mathis von Bechtersbohl und deren 1658 in Bechtersbohl geborenen Sohn Carl zurück.“ (LN, 329).

„Bechtersbohl gehört zur Pfarrei Rheinheim. Die Kapelle im Ort, 1670 erbaut, ist dem hl. Martin geweiht. (11.11.) Ueber dem Eingang in der Kapelle ist das Sulz-Brandis'sche Wappen von 1670.“ (Mayer, 207).
- Der heutige Schopf am Ortsausgang neben dem Abstieg ins Heidengässchen (der Römerstraße) soll früher eine St. Blasianische Kapelle gewesen sein (Auskunft vor Ort).

### 18. Jahrhundert
Die verschwundene Trotte zu Bechtersbohl ist dokumentiert: „Das pfarreigene Rebgelände [der Pfarrei von Oberlauchringen, der lange die Kaplaneien von Dangstetten, Küssenberg und Grießen inkorporiert waren], das dank der Gnade der Sulzer Grafen zehnt- und trottweinfrei war, lag zwischen Bechtersbohl und Küßnach oben an der herrschaftlichen sogenannten Weißentrotte und neben den Reben des Klosters Berau.“ (Um 1720, LN, 396).
Von 1727 bis 1729 stritten Bechtersbohler und Oberlauchringer um Abgaben, die sie jeweils auf ihre, auf der anderen Gemarkung liegenden Grundstücke zu zahlen hätten. (LN, 139 f.).
- 1797: in den sogenannten französischen Koalitionskriegen, „wo wir einige hundert Mann im Durchmarsch erhalten mußten“, wurde von beiden Ortschaften um Einquartierungskosten gestritten. (LN, 143).

### 19. Jahrhundert
„Höhepunkt der Auseinandersetzung zwischen Oberlauchringen und Bechtersbohl war ein Prozeß, der sich von 1806 bis 1809 hinzog. Streitpunkt war das Weiderecht der Bechtersbohler auf den ihnen eigenen, aber auf Gemarkung Obelauchringen liegenden Grundstücken. […] Die Obelauchringer hätten nur den Boden, nicht aber die darauf ruhenden Rechte an die Bechtersbohler verkauft.“ Der Streit ging ins Detail und führte auch beinahe zu einer größeren Prügelei, wobei die Bechtersbohler überzeugt davon waren, „daß nur ihr besonnenes Auftreten eine blutige Auseinandersetzung, zu welcher der Gegner ja gerüstet war, verhindert hätte.“ Schließlich bewirkte ‚die Regierung‘ ein Urteil, in dem Oberlauchringen das Weiderecht auf seiner Gemarkung bestätigt wurde und den Bechtersbohlern das Recht eingeräumt wurde, auf genau bestimmten Fluren, „aber nicht bis zur Ebene hinunter zu weiden.“ Zudem „wurde den Lauchringern das Vorweiderecht auf [ihren] Bechtersbohler Grundstücken zuerkannt. Die Gemeinde Bechtersbohl ging mit der Berufung ans Hofgericht in Bruchsal, die aber aus formalen Gründen verworfen wurde.“ (LN, 251 f.)
- 1809 wird in einer amtlichen Aufstellung „eine Taferne“ in Bechtersbohl aufgeführt. (LN, 354).
- 1861 wird als Hirschenwirt Barnabas Baschnagel genannt. (LN, 213)

- „1876 erfolgte die Korrektion der sogenannten Burgsteige zwischen Oberlauchringen und Bechtersbohl, wozu beide Gemeinden beisteuerten, um die bisher 15%ige Steigung zu entschärfen, und zwar ‚mit amtlichem Zwang‘, wie es heißte“. (LN, 274).

## 20. Jahrhundert

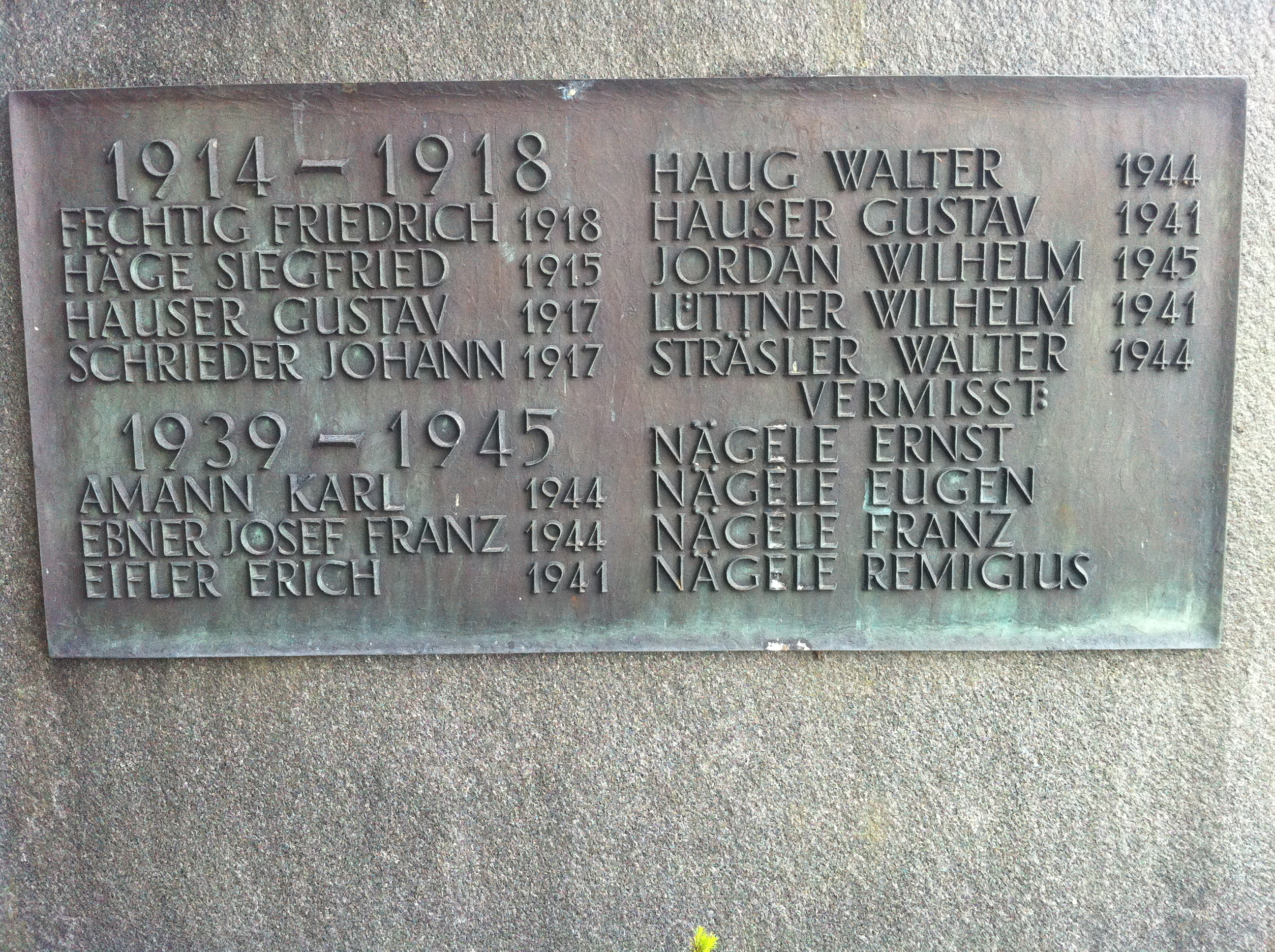
Gedenktafel beim Bergfriedhof

Festgehalten ist, „daß in den Jahren 1911 und 1938 zwei größere Brände ausbrachen. […] Im Weltkrieg 1914–1918 (fielen) 4 Bechtersbohler, während der Weltkrieg 1939–1945 mit 7 Gefallenen und 3 Vermißten fühlbare Lücken in das Familienleben der kleinen Berggemeinde riß. […] Die Gemeinde hatte 1956 230 Einwohner.“ (Chronik WT, 16).
1934 wurde der Weg zur Küssaburg gebaut, es entstand damals auch die Jugendherberge. (LN, 628).
- Unter dem Nationalsozialismus hatte der Pfarrkurat Oser aus Unterlauchringen, der bereits „wegen Äußerungen in der Fastenzeit des Jahres 1944 eine Verwarnung erhalten hatte“, beim Landratsamt [Waldshut] erwirkt, „daß die Jugendlichen, unter ihnen auch Ministranten, anläßlich eines Pfingsttreffens auf der Küssaburg Gelegenheit bekommen sollten, den Gottesdienst im Kirchlein von Bechtersbohl zu besuchen.“ Die Partei „drohte dem Geistlichen konkret mit der Schutzhaft. Im November 1944 wurde [… er] wegen einer Ansprache anläßlich der Beerdigung einer BDM-Führerin zur Gestapo in Waldshut“ vorgeladen. Er übergab Schlüssel und Dienstakten an Pfarrer Dietrich in Oberlauchringen und setzte sich per Fahrrad bei Baltersweil über die Schweizer Grenze nach Rafz ab; wurde interniert, konnte in einer Gemeinde am Genfersee wirken und war am 2. Juni 1945 wieder in Unterlauchringen: „Dort wirkte Oser […] noch viele Jahre segensreich.“ (LN, 576 f.).

Gemeindereform

Im Vorfeld der Gesetzgebung zur „Neuordnung der Gemeinden“ wurde am 30. Januar 1972 Bürgerbefragungen durchgeführt. Mit Ausnahme von Reckingen stimmten die Bürger in allen Ortschaften die Mehrheit für eine Fusion.
„Der Gemeinderat von Bechtersbohl lehnte die Aufgabe der Selbstständigkeit und Zusammenschluß mit der neuen Gemeinde Küssaberg ab in der Sitzung vom 23. 2. 1972 ab, da er der Meinung war, Bechtersbohl müsse der Gemeinde Lauchringen angeschlossen werden.“ Alle anderen Gemeinderäte – auch von Reckingen – entschieden sich am 4. und 5. Dezember 1972 für die Fusion, die damit zum 1. Januar 1973 ohne Bechtersbohl in Kraft trat.
In der Sache Bechtersbohl wurde nochmals eine Bürgeranhörung durchgeführt, „die am 20. Januar 1974 zur Durchführung gelangte. Bei dieser Anhörung votierten 59 Bürger für Küssaberg und 58 Bürger für Lauchringen.“ Das „Gesetz zum Abschluß der Neuordnung der Gemeinden vom 9. Juli 1974“ bestimmte dann die Eingliederung von Bechtersbohl zum 1. Januar 1975. „So ist die neue Gemeinde Küssaberg mit 7 Ortschaften entstanden.“ (Paul Stoll zählt hier auch Ettikon hinzu).
1983 wurde der langjährige Direktor der Lauffenmühle, Dr. Helmut Winkler, auf dem Bergfriedhof von Bechtersbohl beigesetzt. (LN, 637).